# Chatka Sulowa Cyrhla
Chatka Sulowa Cyrhla – nieistniejąca górska chatka studencka w Paśmie Babiogórskim Beskidu Żywieckiego, położona na polanie Sulowa Cyrhla na północnych stokach Starego Gronia, na wysokości około 870 m n.p.m.

## Historia
Chatka była prowadzona przez Akademicki Klub Turystyczny „Watra” w Gliwicach w latach 1962–1967 w dzierżawionej prywatnej góralskiej chałupie.  Położona była przy czarnym szlaku z Zawoi-Lajkonik na Markowe Szczawiny i oferowała 12 miejsc noclegowych. Powodem jej zamknięcia była zbyt duża odległość od Gliwic i związany z tym kłopotliwy dojazd, a także niemożliwość uzgodnienia z właścicielem warunków dzierżawy.
Budynek został sprzedany osobie prywatnej i obecnie jest domkiem letniskowym.